# Giuseppe Botero
Pour les articles homonymes, voir Botero.
Œuvres principales
- Ricciarda o i Nurra e i Cabras
- Virtu' e Patria
- Raffaele
- Il Galeotto di San Bartolomeo
- Viver bene e fare il bene
- Speranza
- Lo studente
- Amore e Natura
- La Tradita

Compléments
Carrière éducative:
- Lycée de Cortemilia
- Lycée de Lecce
- Lycée de Faenza
- Lycée de Pistoia
- Lycée de Campobasso
- Lycée Dettori
- Lycée Torricelli

Giuseppe Botero (Novare, province de Novare, Italie, 1815 - Italie du Nord, 30 mai 1885) est un écrivain de divers genres littéraires, représentant du mouvement littéraire romantique et également éducateur italien.

## Biographie
Botero passe son enfance sous la garde de sa mère, car son père, chirurgien de profession, est décédé alors que Giuseppe n'était qu'un bébé. Il partage également ses premières années de vie avec ses deux frères et ses deux sœurs. Très jeune, il est admis dans un établissement d'enseignement sans revoir ses parents, mais avec la satisfaction d'avoir réussi sa vie scolaire.
Il se consacre au métier d'éducateur pendant une grande partie de sa vie, en tant que directeur de lycées dans diverses villes du nord de l'Italie. Il termine ses études de baccalauréat ès arts à l'Université de Turin.
En mars 1848, dans le cadre d'une courte carrière militaire, il traverse le fleuve Tessin avec un fusil à l'épaule depuis le Piémont italien se dirigeant vers le territoire autrichien, soutenant les insurgés de Milan, sous la direction du roi Charles-Albert de Sardaigne,.
Un an après avoir terminé sa carrière militaire, il entre dans le monde de l'enseignement. Il se démarque en montrant une grande passion pour l'enseignement.
Au cours de ses années d'activité d'éducateur, ce Piémontais combine cette activité avec la production d'œuvres littéraires de différents genres. Dans le domaine littéraire, il se caractérise par la composition d'œuvres où il exprime son caractère affectueux et délicat, surtout dans les paraboles qu'il a composées. Dans ce genre, il produit des écrits à caractère pédagogique, suivant l'exemple de La Mennais et Lessing.

## Carrière littéraire
Parmi les œuvres littéraires composées par Botero, il y a des histoires et des romans. Il écrit également de nombreuses apologues, discours, paraboles et nouvelles.
Les paraboles sont une classe d'écrits qui sont utilisés à une époque antérieure à la vie de Botero, pour fournir des enseignements au peuple en général et de manière très limitée en Italie. Au cours de sa vie, très peu d'auteurs les ont utilisées comme genre d'écriture littéraire.
L'une de ses œuvres est le roman Ricciarda o i Nurra e i Cabras (Riccarda ou les Nurra et les Cabras), qui fait référence au thème fréquent de l'amour entre les jeunes appartenant à des familles qui se détestent, que les romanciers sardes aiment beaucoup. Les événements de cette histoire se déroulent sur l'île de Sardaigne, plus précisément entre la fin du XIVe siècle et le début du XVe. Cependant, en raison de son thème, son développement pourrait parfaitement correspondre à l'environnement vécu sur l'île pendant tous les siècles des temps modernes.
Le but de Botero à travers cette œuvre littéraire est de montrer les graves dommages que les passions, même bonnes, peuvent causer aux êtres humains, si elles ne régissent pas leurs actions par l'usage de la raison, en s'appuyant également sur les bases offertes par une bonne éducation.

## Œuvres littéraires majeures

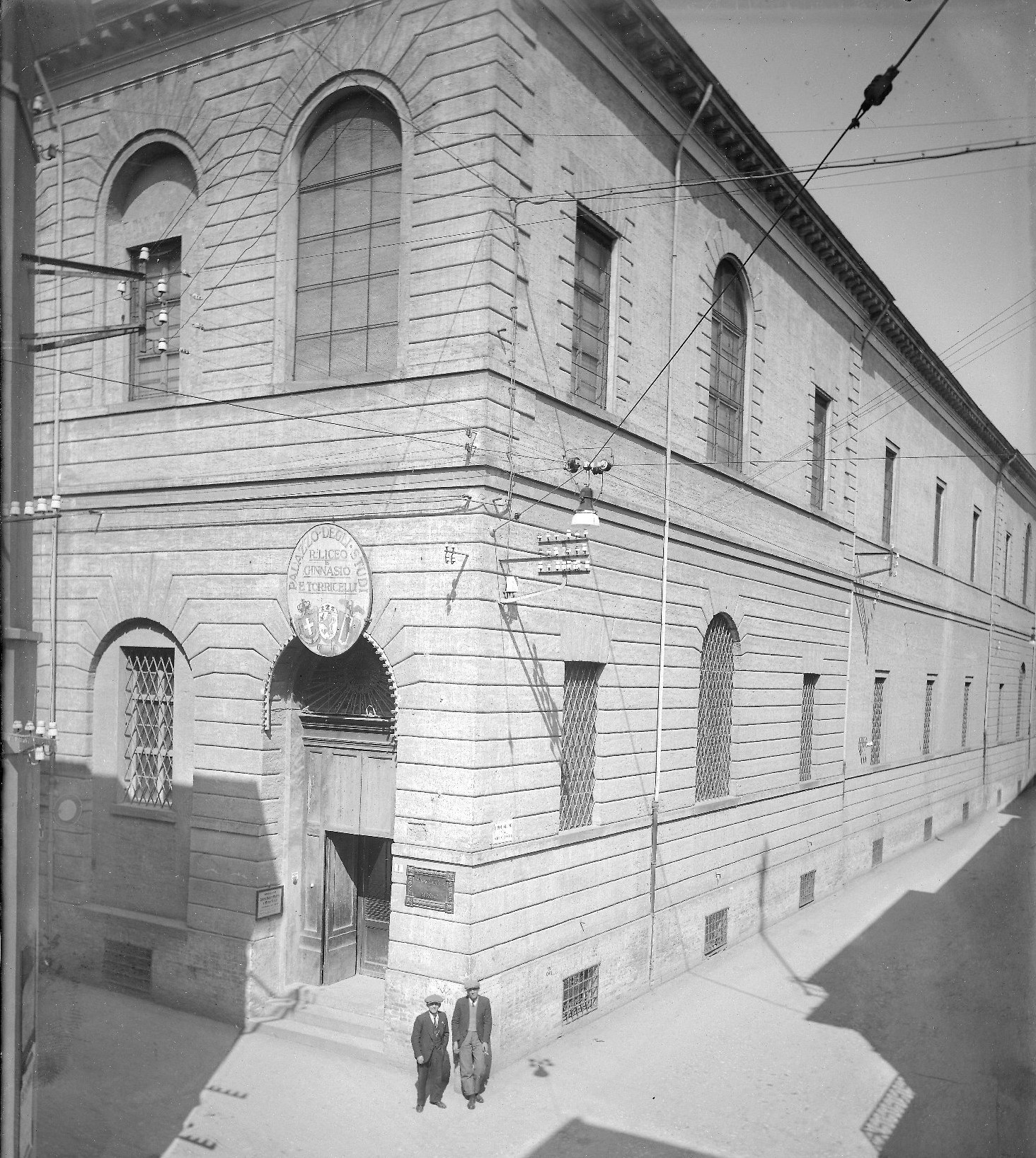
Lycée Torricelli à Faenza, Italie - Année 1930. L'un des établissements d'enseignement où Giuseppe Botero a été président, entre 1869 et 1875.

| An   | Titre | Genre       | Lieu de publication |
| ---- | --- | ----------- | ------------------- |
| 1843 | Discorso recitato quando la civica amministrazione di Arona inaugurava solennemente il monumento eretto alla memoria di Giuseppe Botelli (Discours prononcé à l'occasion de l'inauguration solennelle par l'administration municipale d'Arona du monument érigé à la mémoire de Giuseppe Botelli) | Discours    | Novare, Italie      |
| 1844 | Elogio funebre del padre Luigi de' Marchesi Dal Pozzo (Éloge funèbre du père Luigi de 'Marchesi Dal Pozzo) | Discours    | Novare, Italie      |
| 1845 | Per l'inaugurazione del piroscafo San Carlo (Pour l'inauguration du bateau à vapeur San Carlo) | Discours    | Novare, Italie      |
| 1845 | Delle lodi dei Santi Martiri Gratiniano e Felino, patroni principali della citta di Arona: discorso del professore abate Giuseppe Botero (Des louanges des saints martyrs Gratinien et Félinus, principaux mécènes de la ville d'Arona: discours de l'abbé Professeur Giuseppe Botero)            | Discours    | Novare, Italie      |
| 1846 | In morte di Giberto Pertossi (À la mort de Gilberto Pertossi) | Discours    | Novare, Italie      |
| 1847 | Monte Mesma (Mont Mesma) | Monographie | Novare, Italie      |
| 1854 | Ricciarda o i Nurra e i Cabras (Ricciarda ou les Nurra et les Cabras) | Roman       | Cagliari, Italie    |
| 1855 | Virtù' e Patria (Vertu et Patrie) | Parabole    | Moncalvo, Italie    |
| 1858 | Raffaele (Raffaele) | Conte       | Cagliari, Italie    |
| 1859 | Il Galeotto di San Bartolomeo (Le forçat de Saint-Barthélemy) | Conte       | Turin, Italie       |
| 1861 | Nella di Cortemilia (Nella de Cortemilia) | Conte       | Turin, Italie       |
| 1862 | La Tradita (La trahi) | Roman       | Plaisance, Italie   |
| 1862 | Parabole ad uso delle madri e delle maestre (Paraboles à l'usage des mères et des enseignantes) | Parabole    | Florence, Italie    |
| 1863 | Lo studente (L'étudiant) | Discours    | Plaisance, Italie   |
| 1865 | Didimo Frate (Frère Jumeau) | Conte       | Palerme, Italie     |
| 1869 | Eloisa Basili (Eloisa Basili) | Conte       | Piacenza, Italie    |
| 1869 | La mia Donna (Ma femme) | Parabole    | Faenza, Italie      |
| 1870 | Speranza - Per le nozze della gentile damigella Maria Omboni e l'egregio signore Pietro Zappa alla cugina sposa (Speranza - Pour le mariage de la gentille jeune fille Maria Omboni et cher M. Pietro Zappa, à sa cousine épouse)                                                                 | Parabole    | Faenza, Italie      |
| 1870 | Per le nozze dell'ingegnere architetto Pietro Rossini e la gentil donzella Anna Tomba agli sposi (Pour le mariage de l'ingénieur et architecte Pietro Rossini et du la gentille jeune fille Anna Tomba, aux jeunes mariés)                                                                        | Parabole    | Faenza, Italie      |
| 1872 | Viver bene e fare il bene (Bien vivre et faire le bien) | Parabole    | Faenza, Italie      |
| 1873 | Amore e Natura (Amour et Nature) | Parabole    | Faenza, Italie      |

## Carrière d'éducateur
En 1849, on lui confie la chaire de littérature italienne, enseignant au service du Collège de Cortemilia.
Plus tard, il est directeur dans d'autres lycées, dont le lycée de Lecce, le lycée de Faenza, le lycée de Pistoia, le lycée de Campobasso et le lycée Torricelli, ce dernier étant également situé dans la ville de Faenza, dans la région de Émilie-Romagne.
De 1850 à 1854, il vit dans la ville de Cagliari, où il enseigne au Liceo Dettori. Là, il écrit certaines de ses œuvres littéraires, sur des thèmes sardes et de type historique-descriptif, dans la ligne d'écriture de l'auteur Walter Scott.

## Présidence du Lycée Torricelli
Le 20 février 1869, Giuseppe Botero prend la présidence du Lycée Torricelli, l'un des établissements d'enseignement secondaire les plus anciens et les plus traditionnels d'Italie, situé dans la ville de Faenza, dans la province de Ravenne. Il reçoit le poste de Valentino Cigliutti.
À partir de l'année 1865, puis pendant une grande partie de la période de Botero en tant que président de l'institut, jusqu'à l'année 1874, l'un des événements les plus importants de l'histoire du lycée a lieu: le Festival littéraire annuel. À travers cet événement, chaque année, un hommage est rendu à un écrivain italien du passé, avec la participation active des étudiants de l'établissement d'enseignement à travers différentes disciplines et expressions culturelles.
Un autre événement important pour le lycée pendant la présidence de Botero est le retour de l'institution en 1873 à son ancien siège du couvent des jésuites, dans la même ville de Faenza. Le couvent est réaménagé pour accueillir le personnel enseignant et leurs élèves.
Giuseppe Botero assume le poste de président du lycée (rebaptisé plus tard Torricelli-Ballardini) jusqu'en 1875, avant d'être remplacé par Francesco Brizio.
Le 30 mai 1885, Botero meurt sur le territoire italien, 10 ans après avoir terminé son travail d'enseignant au Lycée Torricelli et après une carrière de 30 ans en tant qu'écrivain et 26 ans en tant qu'éducateur agréé.